# Абу Хамму I
Муса ибн Абу Сайд Усман ибн Ягхмурасен (ум. 1318), известный как Абу Хамму I, — четвёртый правитель Тлемсена из династии Абдальвадидов (1308—1318). Он был провозглашён эмиром 21 шавваля 707 г.х./15 апреля 1308 года после смерти своего брата Абу Зайяна I и правил Тлемсеном 10 лет, до гибели в 1318 году от рук своего сына Абу Ташуфина I, занявшего престол.

## Биография
Когда Абу Хамму Муса вступил на престол, королевство Тлемсен переживало серьёзный кризис, ставший следствием долгой и разрушительной осады столицы Маринидами. Абу Хамму продолжил политику своего брата, направленную на восстановление Тлемсена и армии, что могло успокоить королевство. Он восстановил власть над племенами Бану Туджин и Маграва и контроль над прибрежными городами Беджая и Константина. Границы королевства были серьёзно укреплены, и Абдальвадидам удалось предотвратить новое нашествие Маринидов у города Уджда. Однако пока Абу Хамму был занят созданием крепкой армии, он перестал заботиться о материальном и культурном уровне своих подданных. Он часто плохо обращался со своим сыном Абу Ташуфином, который убил его и взошёл на трон 22 июля 1318 года.